# أليكساندر غارسيا ريبيرو
أليكساندر غارسيا ريبيرو (8 مايو 1984 في البرازيل - ) هو لاعب كرة قدم برازيلي في مركز الهجوم. لعب مع نادي أيه بي سي ونادي فيغورينسي ونادي موجي ميريم وGuaratinguetá Futebol ‏ ودايجون هانا سيتزن وBarretos Esporte Clube ‏ وUnião Bandeirante Futebol Clube ‏.

## وصلات خارجية
- أليكساندر غارسيا ريبيرو على موقع دوري كوريا الجنوبية (الإنجليزية)
- أليكساندر غارسيا ريبيرو على موقع Soccerway.com (الإنجليزية)